# Casas de moneda bizantinas

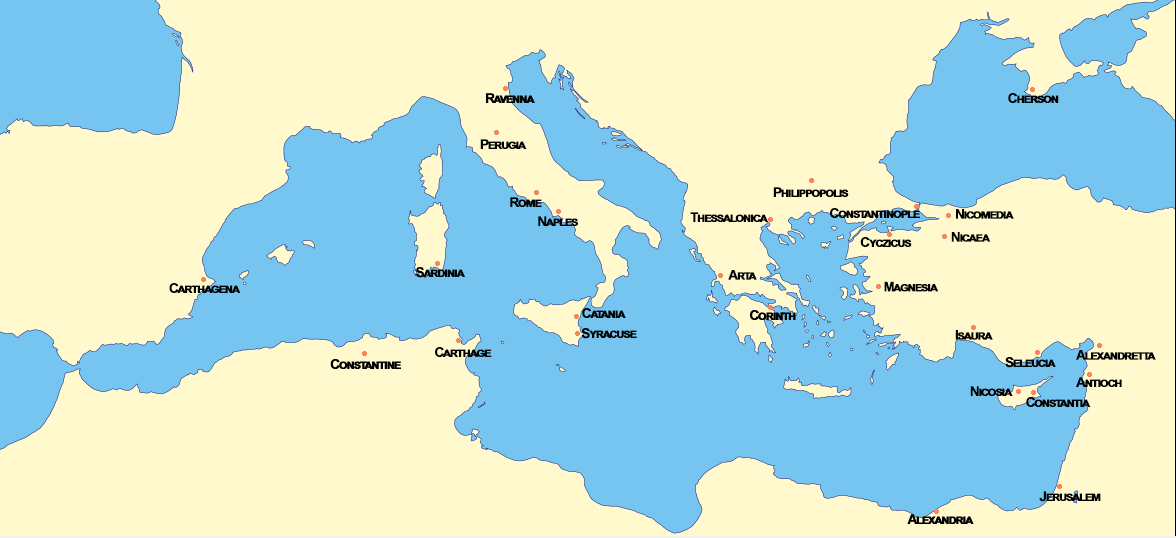
Casas de moneda bizantinas en tiempos de Justiniano I (mediados del).

El Imperio romano oriental o bizantino fundó y operó varias casas de moneda a lo largo de su historia (330–1453). Aparte de la casa de moneda metropolitana principal en la capital, Constantinopla, también se estableció un número diverso de casas de moneda provinciales en otros centros urbanos, especialmente durante el siglo VI. La mayoría de las casas de moneda provinciales excepto Siracusa fueron clausuradas o se perdieron ante las invasiones de mediados del siglo VII. Tras la caída de Siracusa en 878, Constantinopla se convirtió en el único lugar de acuñación de monedas de oro y plata hasta finales del siglo XI, cuando comenzaron a reaparecer importantes casas de moneda provinciales. Muchas de estas casas de la moneda, tanto imperiales como pertenecientes a gobernantes locales autónomos a medida que se fragmentaba el mundo bizantino, operaron entre los siglos XII y XIV. Constantinopla y Trebisonda, sede del independiente Imperio de Trebisonda (1204–1461), sobrevivieron hasta su conquista por los turcos otomanos a mediados del siglo XV.

## Historia
La red original de casas de moneda romanas fue reorganizada y centralizada por el emperador Diocleciano (r. 284–305) a finales del siglo III, en paralelo a la reestructuración de la administración fiscal y provincial del Imperio romano. Las casas de moneda fueron limitadas a una por cada diócesis (excepto por unas pocas excepciones) y puestas bajo el control dual de las prefecturas pretorianas y el Conde de la Sagrada Dádiva. Durante las dos centurias siguientes, algunas de estas casas de moneda fueron cerradas y otras abrieron debido a la necesidad fiscal o al dictado de cambios administrativos. Además, los distintos emperadores tenían casas de moneda vinculadas a su séquito (comitatus), que le acompañaban en sus viajes y campañas en todo el Imperio. Después de una ley promulgada 366/369, la acuñación de monedas con metales preciosos se limitó a estas casas de moneda comitatenses, funcionando desde una base permanente o haciendo uso de las casas de la moneda regionales más cercanas a la ubicación actual del emperador y su comitatus. Por lo demás, las casas de moneda regionales estaban en su mayoría limitadas a la emisión de monedas con metales comunes.
En el transcurso del siglo V, el sistema de acuñación original romano se derrumbó. La mitad occidental del Imperio fue invadida por pueblos germánicos, aunque algunas de sus casas de moneda permanecieron activas bajo los nuevos gobernantes bárbaros y siguieron acuñando monedas en nombre de los emperadored orientales, incluyendo sólidos de alta calidad, especialmente en la Italia ostrogoda y Burgundia. En el Este, la mayoría de las casas de moneda parecen haber sido activas hasta algún momento en el reinado de Zenón  (r. 475–491), mas cuando Anastasio I (r. 491–518) ascendió al trono, sólo las de Constantinopla y Tesalónica seguían funcionando. En 498, Anastasio inició una importante reforma en el sistema de acuñación (llevada a cabo por el conde de la Sagrada Dádiva Juan el Paflagonio), que es señalada como el nacimiento de un sistema propiamente "bizantino". Al mismo tiempo, se volvieron a abrir las casas de moneda de Nicomedia y más tarde de Antioquía. El número de casas de moneda se expandió enormemente durante el reinado Justiniano I (r. 527–565), en gran parte debido a la reconquista de la península itálica, el norte de África y partes de España. Nada menos que catorce casas de moneda estaban en funcionamiento durante la época justinianea, entre las que se abrían nuevas o las que se arrebataban a godos y vándalos en Cartagena, Cartago, Rávena, Roma y centros provinciales de menor tamaño. La mayoría estaban confinadas a la acuñación con cobre. Cartago y Rávena únicamente producían en plata, mientras que el oro estaba reservado para Catania, Constantinopla y Tesalónica; las últimas ciudades, sin embargo superaron con creces a las demás en emisión.
Las pérdidas territoriales de principios del siglo VII, con la Guerra bizantino-sasánida de 602–628, las incursiones eslavas en los Balcanes y el arranque de la expansión musulmana, disminuyeron drásticamente el número de casas de la moneda en activo; y en 628/629, el emperador Heraclio (r. 610–641) clausuró las casas de moneda provinciales restantes salvo Alejandría, que cayó en manos de los árabes en 646. En el Oeste también, una a una las ciudades que albergaban las casas de moneda fueron sucumbiendo ante diversos enemigos, sobreviviendo exclusivamente la de Siracusa.
Con la caída de Siracusa en 878, Constantinopla quedó como la última casa de moneda que acuñaba en oro y plata hasta finales del siglo XI. La casa de la moneda provincial en Quersoneso fue reabierta hacia 860, pero su producción estaba restringida al trabajo con cobre. Tesalónica se convirtió en la casa de moneda provincial más importante tras su reapertura en la segunda mitad del siglo XI, y otros centros provinciales –Corinto y Tebas en la Grecia meridional, Filadelfia en el siglo XIV, Magnesia y Nicea durante el Imperio de Nicea– estuvieron produciendo moneda en los siglos finales del Imperio bizantino. Los usurpadores o señores locales semiautónomos también fundaron casas de moneda ocasionalmente por su cuenta, como Isaac Comneno de Chipre, León Gabalas de Rodas o la familia Gabras de Trebisonda. Constantinopla, sin embargo, se mantuvo siempre como la casa de moneda principal, proporcionando el mayor volumen de monetaciones.

## Lista
| Nombre                 | Actividad atestiguada                                      | Marca de la casa de moneda             | Comentario |
| ---------------------- | ---------------------------------------------------------- | -------------------------------------- | --- |
| Adrianópolis           | 1354–1356                                                  |                                        | Activa como casa de moneda del coemperador Mateo Cantacuceno durante su gobierno sobre Tracia (1347–1357). Didimótico es una localización alternativa. |
| Alejandreta            | 609–610                                                    | ΑΛΕΞΑΝΔ                                | Activa durante la revuelta de Heraclio (r. 610–641) contra Focas (r. 602–610). |
| Alejandría             | Antes de 330 hasta después de 475, h. 525–646              | ΑΛΕΞ, ΑΛΞΟΒ                            | Activa desde antes de Diocleciano (r. 284–305) hasta el reinado de Zenón (r. 475-491) como la casa de moneda de la diócesis de Egipto. Refundada hacia 525, funcionó hasta su caída ante los árabes. |
| Antioquía              | Antes de 330 hasta después de 475, h. 512–610              | ΑΝ, ΑΝΤΙΚ, ΑΝΤΧ; THEUP, THEUPO, ΘVΠOΛS | Activa desde antes de Diocleciano (r. 284–305) hasta el reinado de Zenón (r. 475-491) como la casa de moneda de la diócesis de Oriente. Refundada por Anastasio I (r. 491–518). Renombrada a Teópolis (griego: Θεούπολις, "ciudad de Dios") después del terremoto de 526. No se atestiguan monedas después de 610, siendo probable que se trasfiriese la casa de moneda a Jerusalén (véase más adelante). |
| Arta                   | H. 1204–1271                                               |                                        | Casa de moneda principal del despotado de Epiro. La atribución es conjetural pero probable, ya que Arta era la capital epirota. |
| Cartago                | 533 – h. 695                                               | CAR, KAR, KART, CT, CRTG, KRTG         | Fundada por Diocleciano (r. 284–305) hacia 296, pero suprimida en 307 y su personal transferido a Ostia. Una nueva casa de moneda fue establecida por los vándalos, tomada por los bizantinos en 533. Existente hasta alrededor del año 692/693 o 695, cuando se trasladó a Cerdeña ante la amenaza de los conquistadores árabes. |
| Carthago Spartaria     | H. 560–624                                                 |                                        | Activa en la España meridional hasta la caída de los últimos reductos ante los visigodos hacia 624. |
| Catania                | H. 582–629                                                 | CAT                                    | Establecida en 582/583, con una última acuñación atestiguada en 628/629. |
| Cerdeña                | H. 695 hasta después de 717                                | S                                      | Fundada, probablemente en Cagliari, a partir de la transferencia de la casa de moneda cartaginesa en 692/693 o 695, se atestigua hasta el reinado de León III (r. 717–741). |
| Cícico                 | 518–629                                                    | KYZ, KY                                | Activa desde antes de Diocleciano (r. 284–305), que la convirtió en la casa de moneda de la diócesis de Asia. Restablecida por Anastasio I (r. 491–518), permaneció en funcionamiento hasta 629/630, con una interrupción en 614/615–625/626 debido a la guerra con los persas sasánidas. |
| Constantina en Numidia | 540/541–592/593                                            | CON                                    | Sólo esporádicamente activa, atribución ahora generalmente desestimada. |
| Constantinopla         | 330–1204, 1261–1453                                        | CON, CONOB, CONOS, COB                 | Activa durante toda la era bizantina, a excepción del periodo en que funcionó como la casa de moneda del Imperio latino (1204–1261). |
| Constanza en Chipre    | 610 and c. 626–629                                         | ΚΥΠΡΟV, ΚΥΠΡΕ, KYΠΡ, CΠΡ               | Activa durante la revuelta de Heraclio y de nuevo en 626–629, principalmente para cubrir necesidades militares. |
| Filadelfia             | 1188–1189, siglo XIV                                       | ΦΛΔΦ                                   | Primeras acuñaciones durante la breve usurpación de Teodoro Mangaphas en 1188–1189. Monedas del siglo XIV con la marca ΦΛΔΦ se han atribuido a la ciudad, que en aquel tiempo y hasta su caída en 1390 fue un exclave bizantino rodeado de territorio turco. |
| Filipópolis            | 1092 y pocos años después                                  |                                        | Activa durante los primeros años de las reformas monetarias de Alejo I Comneno (r. 1081–1118). Adrianópolis ha sido también señalada como una localización alternativa. |
| Isauria                | 617/618–618/619                                            | ISAYR                                  | Creada para cubrir necesidades militares en la guerra contra los sasánidas. Transferida desde Seleucia en 617, y suprimida poco después, probablemente a causa del avance persa. |
| Jerusalén              | 608–614/615                                                | ΙΠ, ΙΧ, IEΡOCO, XC NIKA                | Establecida en 608/609, durante la revuelta de Heraclio, por partidarios de Focas, posiblemente por traslado desde la casa de moneda de Antioquía. Sobrevivió hasta la toma de la ciudad por los persas en 614/615. |
| Magnesia               | 1214–1261                                                  |                                        | Casa de moneda principal y tesorería del Imperio de Nicea, después de la transferencia de la de Nicea allí. |
| Nápoles                | Desde h. 661 hasta h. 830–840                              | NE                                     | Activa desde el reinado de Constantino IV (r. 641–685), probablemente después de circa 661/662, cuando pasó a ser la sede del doux, hasta Teófilo (r. 829–842). Efectivamente fuera del control imperial conforme el doux se hacía cada vez más independiente. |
| Nicea                  | H. 1208–1214                                               |                                        | Casa de moneda principal del Imperio niceno hasta su traslado a Magnesia, probablemente tanto por la proximidad del territorio latino a Bitinia como por su mayor cercanía a la residencia favorita de los emperadores de Nicea, Ninfeo. |
| Nicomedia              | 498–627                                                    | NIK, NIKO, NIC, NIKM, NIKOMI, NI       | Fundada por Diocleciano (r. 284–305) hacia 294 para la diócesis del Ponto. Activa hasta finales del siglo V, fue reabierta por Anastasio I (r. 491–518) hacia 498 y se mantuvo hasta 629/630, con una interrupción en 617/618–625/626, por la Guerra bizantino-sasánida. |
| Nicosia                | 1184–1191                                                  |                                        | Principal casa de moneda del usurpador Isaac Comneno. También se establecieron algunas otras en la isla de Chipre. |
| Perugia                | 552/553                                                    | P                                      | Atribución conjetural, ahora generalmente desestimada. |
| Quersoneso             | Siglo VI, finales del siglo IX – principios del siglo XI   | ΧΕΡCWΝΟC, ΧΕΡCΟΝΟC,                    | Activa bajo Justiniano I (r. 527–565), Mauricio (r. 582–602) y desde el reinado de Basilio I (r. 867–886) al de Basilio II (r. 976–1025). |
| Rávena                 | H. 540 hasta principios del siglo VIII                     | RAV, RA, RAB, RAVEN, RAVENNA           | Existente hasta la caída del Exarcado de Rávena (584–751) ante el reino lombardo en 752. |
| Rodas                  | H. 1232 a h. 1248                                          |                                        | Acuñación local de los hermanos León y Juan Gabalas, gobernantes autónomos de Rodas y las islas cercanas. |
| Roma                   | H. 540 a h. 750                                            | ROM, ROMA, ROMOB,                      | Teóricamente en funcionamiento hasta alrededor de 751, cuando Roma y el Papa se distanciaron del señorío bizantino, si bien bajo control efectivo pontificio desde el siglo VII. |
| Salona                 | H. 535 y posteriormente                                    |                                        | Ubicación probable, pero no segura; activa sólo durante el reinado de Justiniano I (r. 527–565). |
| Seleucia Isauria       | H. 615–616                                                 | SELISU, SEL                            | Creada para cubrir las necesidades militares derivadas de la guerra contra Persia. Trasladada a Isauria en 617. |
| Siracusa               | Desde 643/644 hasta 878                                    | SECILIA, CVΡΑΚΟVCI                     | Activa desde alrededor de 643/644 hasta su caída ante los árabes en 878, a veces complementada por Catania. Antes de eso, se acuñaban las monedas en Constantinopla y era llevadas a la isla para ser marcadas como SC[L]. |
| Tebas                  | Segunda mitad del siglo XII                                |                                        | La atribución es conjetural, se trata de una casa de moneda fundada para acuñar medio-tetartera para los themata de la Hélade y el Peloponeso. Atenas y Corinto han sido propuestos como ubicaciones alternativas. Sólidamente atestiguada desde el reinado de Manuel I Comneno (r. 1143–1180) hasta el primer gobierno de Isaac II Ángelo (r. 1185–1195), siendo posible que se crease hacia 1092. |
| Tesalónica             | 330–629/630, finales del siglo XI a mediados del siglo XIV | TES, ΘΕC, ΘΕS, THESSOB, TESOB, THSOB   | Activa desde antes de Diocleciano (r. 284–305), que la hizo casa de moneda de la diócesis de Mesia. Más tarde, fue la casa de moneda principal de la diócesis de Macedonia y la prefectura pretoriana de Ilírico, hasta 629/630. Reactivada por Alejo I Comneno (r. 1081–1118). Entre 1204 y 1224, estuvo activa como casa de moneda del reino de Tesalónica, desde entonces y hasta la conquista nicena en 1246 como la casa de moneda del "Imperio" de Tesalónica. Las últimas acuñaciones identificables datan de 1369–1387. |
| Trebisonda             | Finales del siglo XI a mediados del XII, h. 1230–1461      |                                        | Emisión local por la familia Gabras, gobernantes semiindependientes de Caldia entre finales del siglo XI y principios del siglo XII. Desde el reinado de Andrónico I (r. 1222–1235) fue la casa de moneda del Imperio de Trebisonda (1204–1461). |